# Řikov
Řikov (Duits: Rikau) is een Tsjechische plaats in de gemeente Ješetice, regio Midden-Bohemen, en maakt deel uit van het district Benešov. Het dorp ligt op ongeveer 2,5 kilometer afstand van Ješetice en op 3 kilometer afstand van Červený Újezd.
Řikov telt 18 inwoners (2021).

## Geografie
De Mastníkbeek stroomt langs het dorp.

## Geschiedenis
De eerste schriftelijke vermelding van het dorp dateert van 1219.
In 1960 werd Řikov, samen met Ješetice, ingedeeld bij het district Benešov.

## Verkeer en vervoer

### Autowegen
Er leidt een regionale weg naar het dorp.

### Spoorlijnen
Er is geen station in Řikov. Het dichtstbijzijnde station is in Ješetice, op zo'n 2,5 kilometer afstand. Dat station ligt aan spoorlijn 220 Praag - Tábor - České Budějovice.

### Buslijnen
Er is geen bushalte in het dorp. De dichtstbijzijnde bushalte is op zo'n 1,5 kilometer afstand:
| Halte                        | Lijn | Traject             | Vervoerder   |
| ---------------------------- | ---- | ------------------- | ------------ |
| Červený Újezd, rozchod Řikov | 569  | Střezimíř - Miličín | CŠAD Benešov |

## Bezienswaardigheden
- Dorpskapel

## Galerij

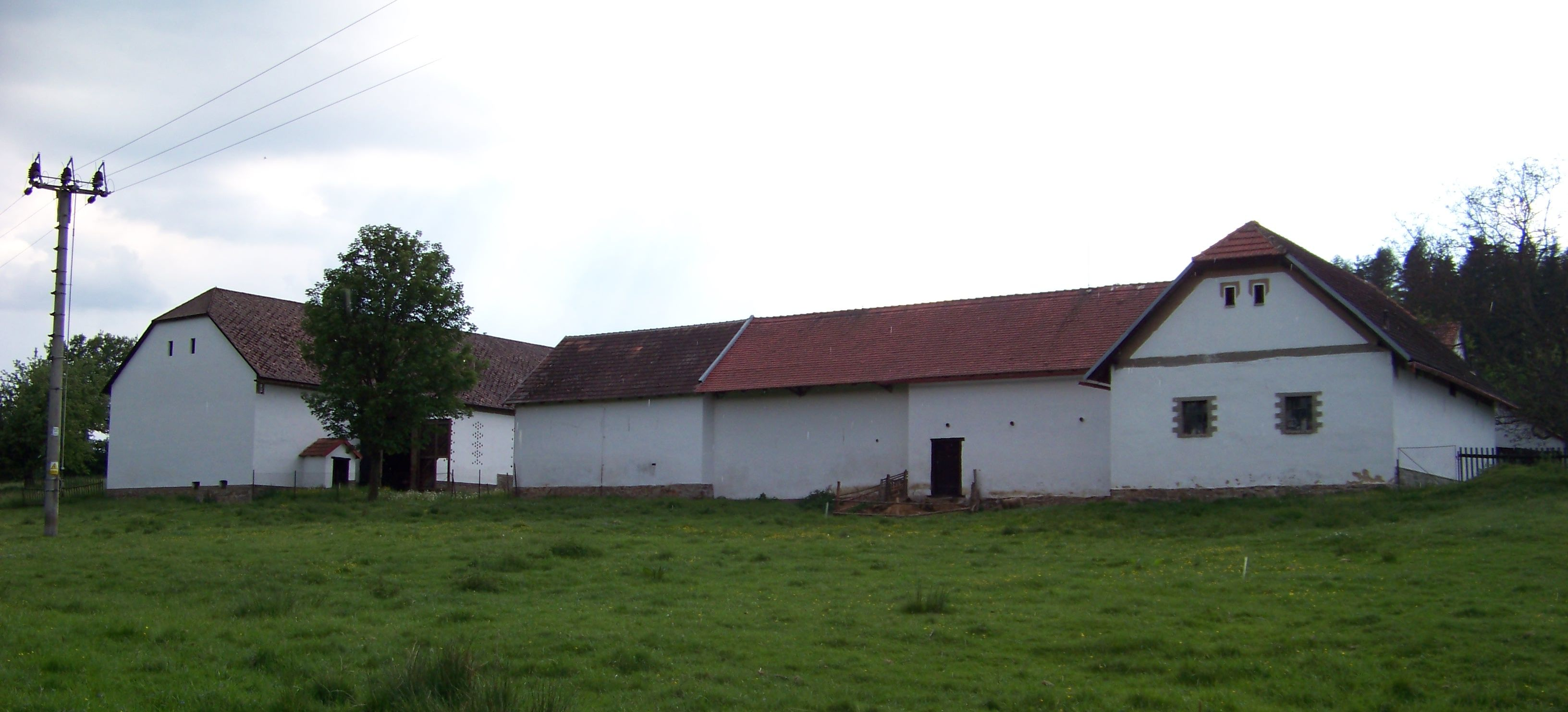
Boerderij in het dorp (2011)
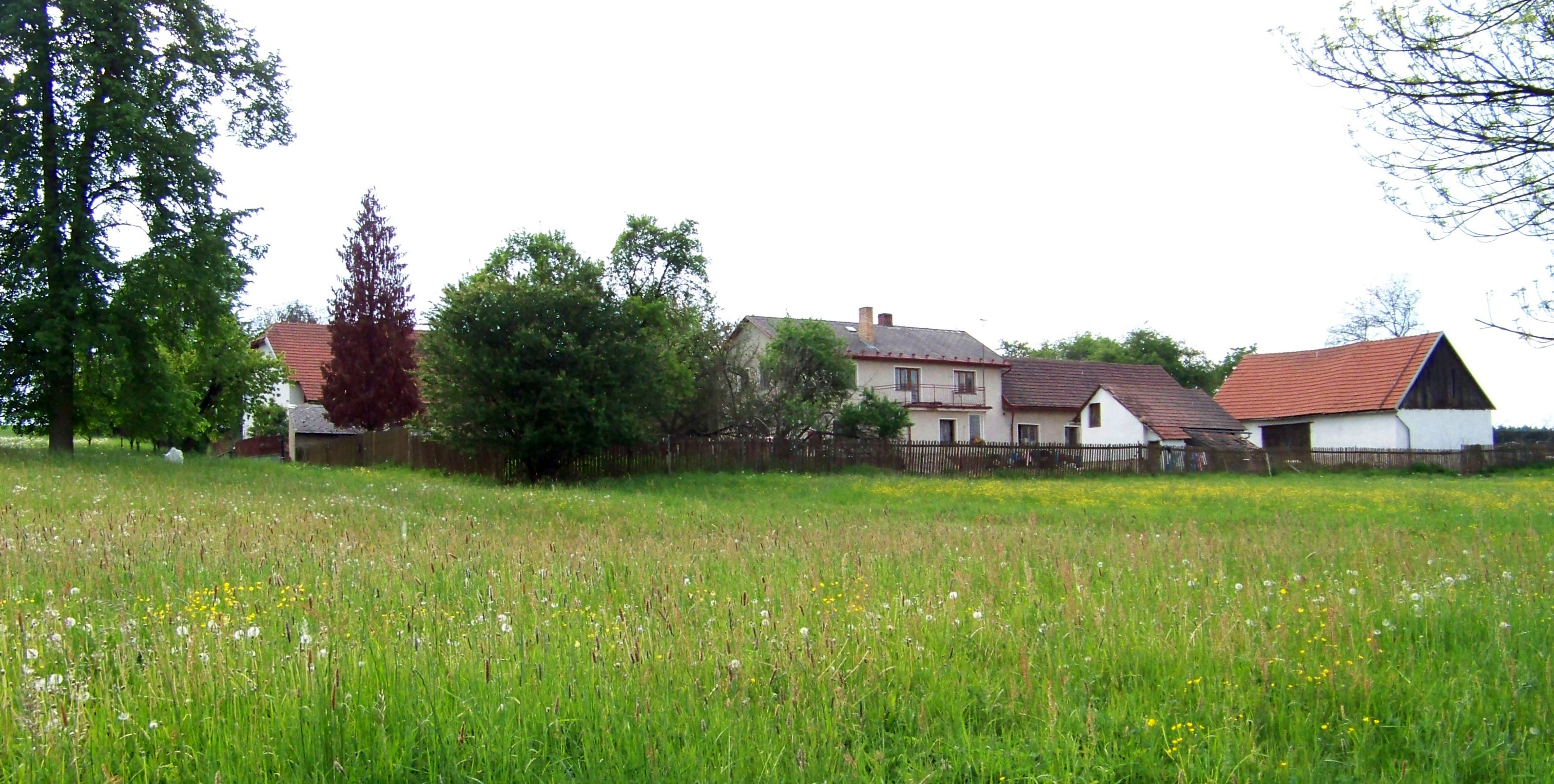
Huizen in het dorp (2011)
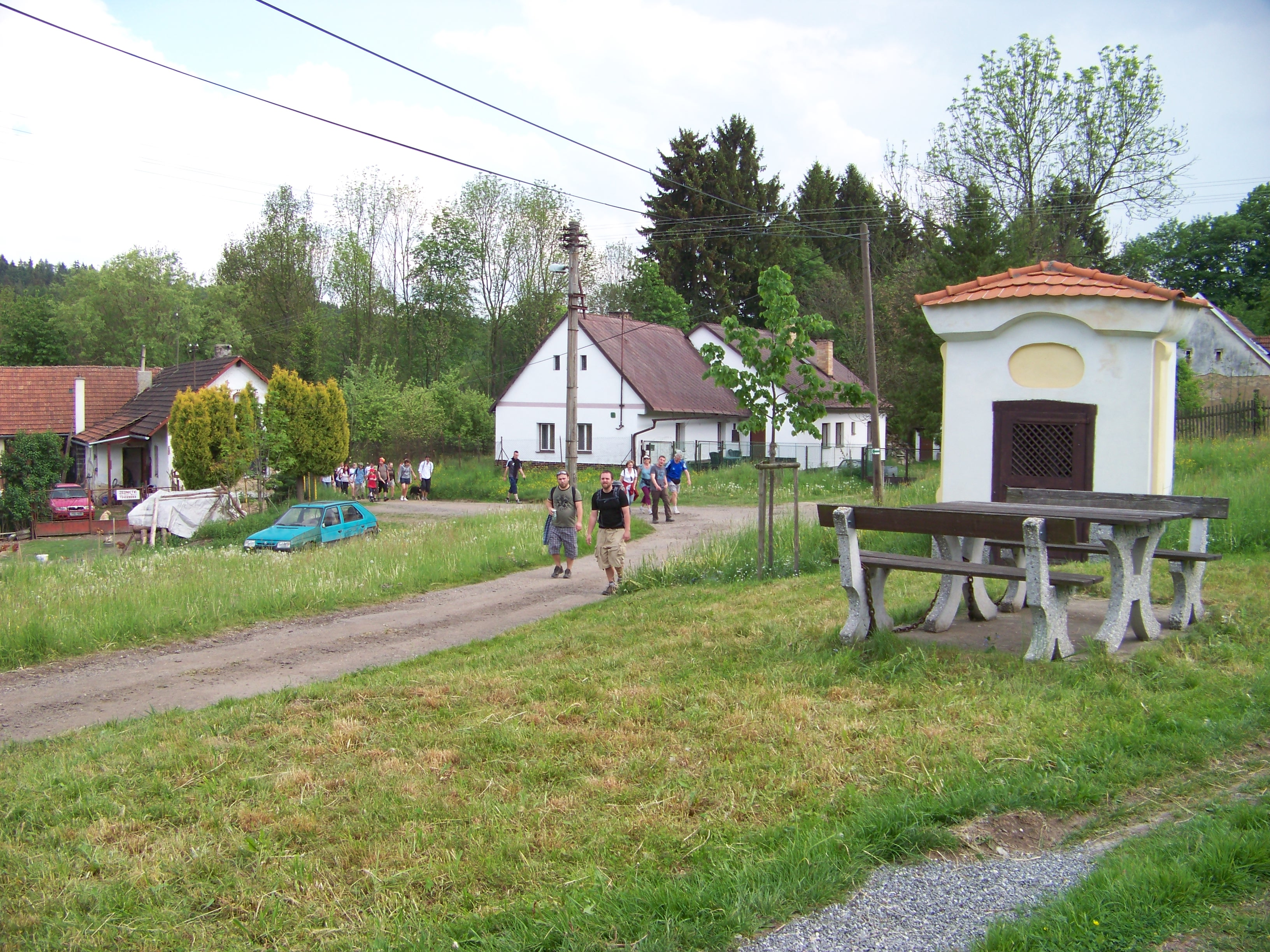
Dorpskapel (2011)
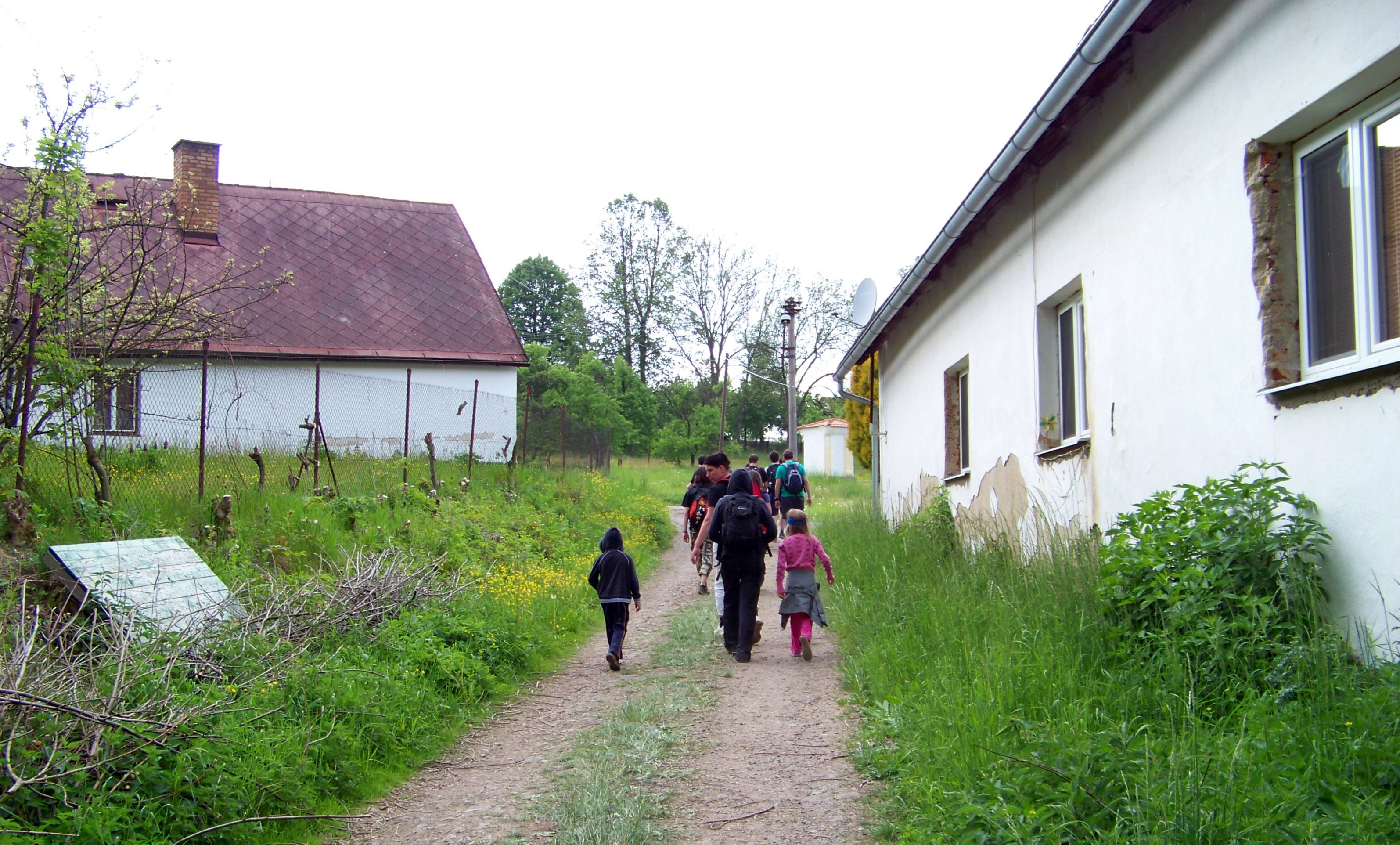
Pad in het dorp (2011)
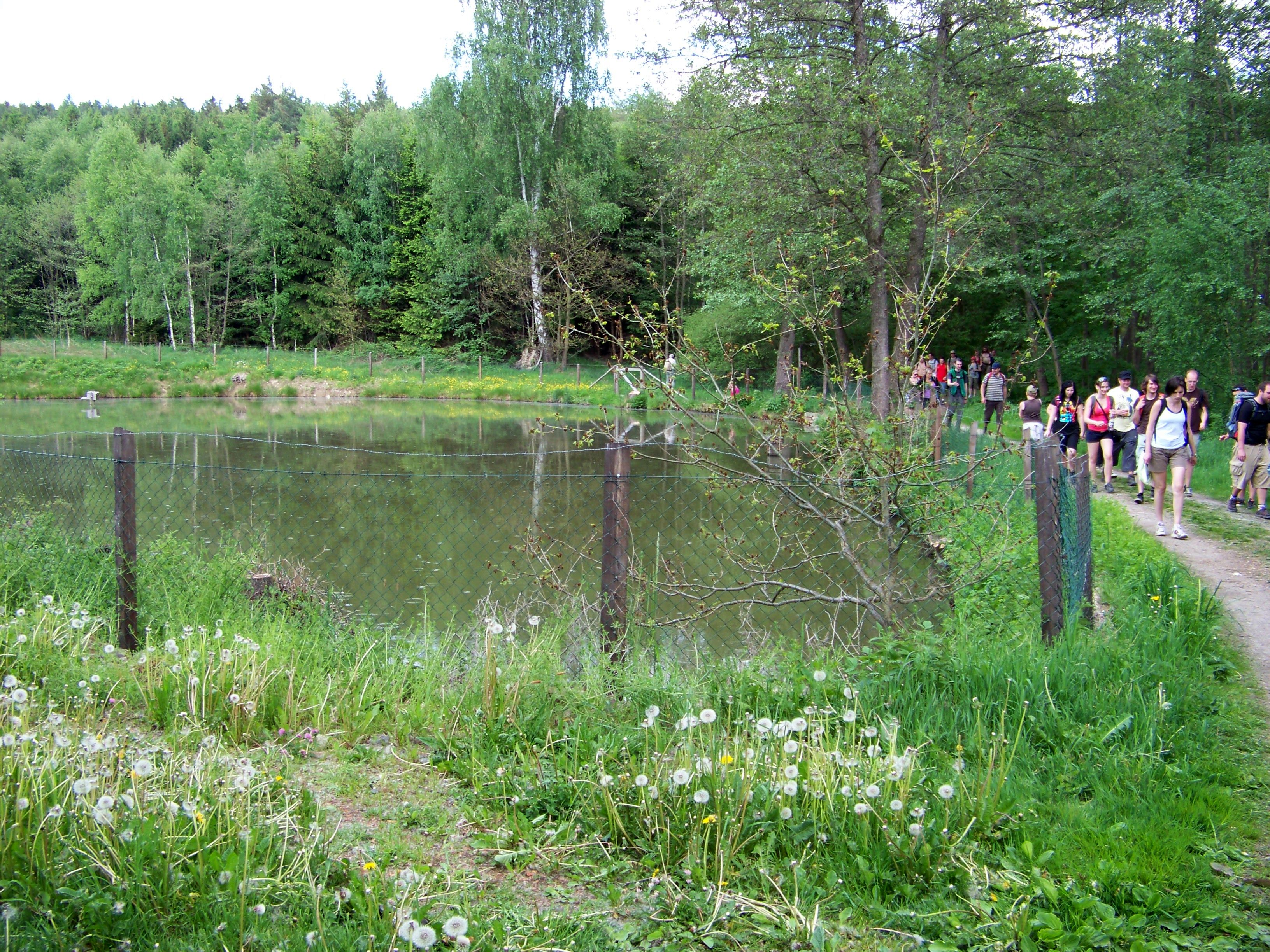
Meertje bij het dorp (2011)